# Імператор усіх хвороб: біографія раку
Імпера́тор усі́х хворо́б: біогра́фія ра́ку (англ. The Emperor of All Maladies: A Biography of Cancer) — науково-популярна праця про рак, яку написав Сіддгартха Мукерджі, американський онколог індійського походження. Удостоєна Пулітцерівської премії 2011 року.

## Загальні дані
16 листопада 2010 року видавництво «Чарлз Скрибнерз сонз» (Charles Scribner's Sons), що входить до складу компанії «Саймон і Шустер» (Simon & Schuster), опублікувало книжку «Імператор усіх хвороб: біографія раку» (The Emperor of All Maladies: A Biography of Cancer. 592 с. ISBN 978-1-4391-0795-9).
Журнал «Опра» (The Oprah) ввів цей твір у свій список десяти найкращих книжок 2010 року (Top 10 Books of 2010). Книжка потрапила у списки десяти найкращих, складені в часописах «Нью-Йорк таймс» (The New York Times) і «Тайм» (Time), — відповідно The 10 Best Books of 2010 і Top 10 Nonfiction Books.
2011 року «Імператора усіх хвороб» номіновано як фіналіста Премії Гуртка критиків вітчизняної книжки (National Book Critics Circle Award). 18 квітня автора нагородили Пулітцерівською премією в номінації «Загальна нехудожня література» (General Nonfiction). У резюме журі зазначило, що ця книжка — 
|  | ...вишукана розвідка — як клінічна, так і біографічна, в довгій історії підступної хвороби, яка, незважаючи на стрімкий поступ у лікуванні, досі терзає медичну науку.Оригінальний текст (англ.) ...an elegant inquiry, at once clinical and personal, into the long history of an insidious disease that, despite treatment breakthroughs, still bedevils medical science. |

2011 року Мукерджі дістав Вілсонівську літературно-наукову премію. Журнал «Нью-Йорк таймс маґазин» (The New York Times Magazine) назвав «Імператора усіх хвороб» однією із ста найвпливовіших книжок, надрукованих англійською мовою. Журнал «Тайм» ввів Сіддгартху Мукерджі у список ста найвпливовіших осіб (100 most influential people) а його твір — у список ста найкращих нехудожніх книжок від 1923 року.

## Опис
У цій книжці оповідь іде двома лініями. Одна — це історія лікування та дослідження раку. Друга лінія — від першої особи автора як гематолога й онколога в Массачусетській головній лікарні.
Мукерджі провадить історію раку від часів, коли цю хворобу 4600 років тому ідентифікував єгипетський медик Імхотеп. Давні греки нічого не знали про клітину, натомість були ознайомлені з гідравлікою, тож започаткували теорію про чотири рідини в організмі, від співвідношення яких залежить стан здоров'я. Гален висунув гіпотезу, що рак починається через надмір чорної жовчі, і такий погляд панував до початку XIX століття. Згодом, з розвитком цитології та генетики, поставали різні теорії виникнення раку.
Цю хворобу здавна пробували лікувати терапевтичним і хірургічним способами. Перший із них зводився до застосування внутрішніх засобів, як-от свинцеві настоянки, екстракт миш'яку, кабанячі зуби, лисячі легені, терта слонова кістка, мелені білі корали, іпекакуана, сенна та інші. Зовнішніми засобами правили мазі на основі козячого посліду, жаб, гусячих лапок, вонючого ромену, черепашачої печінки і такого іншого. Другий спосіб полягав у кровопусканні та видаленні пухлин (зрідка, у випадках, коли їх добре видно). Першою із зафіксованих в історії прооперованих пацієнтів була Атосса, дружина перського царя Дарія І, якій грецький раб Демосед видалив пухлину на грудях.
У 1760-х роках Джон Гантер почав широко застосовувати хірургічні методи боротьби з раком, а в XIX столітті їх розвинуто і вдосконалено. Агресивний метод Вільяма Голстеда полягав у тому, щоб видаляти не тільки злоякісні пухлини, але й сусідні з ними здорові тканини, на які могла б поширюватися хвороба.
1896 року Еміль Ґруббе вперше застосував радіотерапію в лікуванні раку молочної залози.
Відкривачем хіміотерапії став Сідні Фарбер і застосував цей новий метод у лікуванні лейкемії, раку клітин крові. Цю хворобу вперше спостерігав Рудольф Вірхов, а Ернст Нойманн локалізував патологію в кістковому мозку. Життєдіяльність лейкозних клітин залежить від ферменту дигідрофолат редуктази. Хімічні речовини, які синтезував Єллапрагада Суббарао, Сідні Фарбер використовував, щоб блокувати цей фермент і нищити ракові клітини. Таким чином вдавалося досягати тимчасової ремісії в перебігу недуги.
У книжці історію боротьби з раком доведено до останніх наукових досліджень і методів лікування, зокрема досягнень у хіміотерапії та цільовій (тарґетній) терапії, звершення Проекту геному людини й активної роботи над Атласом ракового геному.
Зі слів автора, ця праця стала відповіддю на таку заувагу пацієнта: «Я готовий і далі вести боротьбу, але мені треба знати, що воно таке, проти чого я борюся».
Мукерджі сказав, що на його твір вплинули дві книжки — And the Band Played On Ренді Шилтса і The Making of the Atomic Bomb Річарда Роудза, а визначальним став задум написати «Імператора» як біографію.
|  | Ця книжка — біографічна в прямому розумінні цього слова, спроба проникнути у свідомість цієї безсмертної недуги, зрозуміти її особистість, зняти покрив таємничости з її поведінки. |

Працю можна назвати біографічною ще й тому, що у виклад теорій та способів автор органічно вплітає біографії медиків і пацієнтів. Зокрема відзначені Сідні Фарбер і Мері Ласкер — «сучасники, ідеалісти, діти повоєнного буму науки і техніки в Америці. Обох їх затягнув вир гіпнотичного, нав'язливого прагнення розпочати національну „війну з раком“».
У другій сюжетній лінії «Імператора усіх хвороб» автор описує переживання й пережиття — свої і пацієнтів. Зосібна передано історію хворої на білокрів'я Карли Рід — від початку майже до кінця книжки. У творі вжито багато цитат із відомих авторів — Шекспіра, Блейка, Свінберна, Беллока, Еліота, Мілоша, Ахматової, Солженіцина та інших.

## Відгуки
- «Завдяки глибокому співчуттю Мукерджі — до ракових хворих, їхніх родичів, як і до самих онкологів, що дуже часто мало чим можуть обнадіяти — ця книжка стала дуже людяною історією невловимої й непростої хвороби» — Amazon.com Review
- «Надзвичайне досягнення» — «Нью-йоркер»
- «Пора привітати нову зірку в сузір'ї великих письменників-медиків» — «Вашингтон пост»
- «Авторитетно… Маленьке чудо проникливости, розмаху, темпу, структури і ясности» — «Клівленд плейн дилер»
- «Цей том забезпечить Сіддгартсі Мукерджі належне місце в пантеоні великих популяризаторів-просвітників нашої епохи» — «Бостон ґлоб»

## Нагороди і почесні звання
- 2010: New York Times Notable Book of the Year — книжка увійшла у складений газетою «Нью-Йорк таймс» список ста вартих уваги книжок року
- 2010: New York Times Best Books of the Year — книжка увійшла у визначене газетою «Нью-Йорк таймс» число десяти найкращих книжок року
- 2010: New York Times Bestseller — книжка увійшла у складений газетою «Нью-Йорк таймс» список бестселерів року
- 2010: Time Magazine's Best Books of the Year — книжка увійшла у складений журналом «Тайм» список найкращих книжок року
- 2010: Time Magazine's Best Books of the Year — книжка увійшла у складений журналом «Тайм» список найкращих книжок року
- 2010: Los Angeles Times Book Prize, finalist — фінал здобуття Книжкової премії «Лос-Анджелес таймс»
- 2010: Gabrielle Angel's Leukemia Foundation Award — Премія Янгольського лейкемійного фонду Ґабрієлли
- 2011: Pulitzer Prize, The Emperor of All Maladies — Пулітцерівська премія
- 2011: PEN/E. O. Wilson Literary Science Writing Award — Вілсонівська літературно-наукова премія
- 2011: National Book Critics Circle Award, finalist — фінал здобуття Премії Гуртка критиків вітчизняної книжки
- 2011: Time Magazine's 100 Best Non-Fiction Books since 1923 — книжка увійшла у складений журналом «Тайм» список ста найкращих нехудожніх книжок, опублікованих від 1923 року
- 2011: Wellcome Trust Book Prize, shortlist — претендент на здобуття Премії схвалення вартих довіри книжок[16]
- 2011: The Guardian Prize;— Премія газети «Ґардіан»
- 2012: Boston Public Library Literary Lights — Премія «Світло літератури» від Бостонської публічної бібліотеки

## Український переклад
У 2013-му році книжку «Імператор усіх хвороб: біографія раку» опублікувало київське Видавництво Жупанського. Переклад з англійської Олега Короля. Редактор видання Леся Пішко, художній редактор Оксана Баратинська, оригінал-макет — Олексія Жупанського. 520 с. ISBN 978-966-2355-36-9. Підписано до друку 08.02.2013. Наклад 2000 примірників.
Книжку видано з ініціативи й за підтримки Фонду Ріната Ахметова «Розвиток України».

### Відгуки
- «Ця енциклопедія болю та виживання залишає надію навіть у безнадійний час. Прочитайте її, візьміть до рук і потроху осилюйте. Це своєрідний GPS у час болю та страждання» (Марія Матіос)
- «Життя залишає людину, коли її думками заволодіває страх і відчай. Переклад книги пулітцерівського лауреата Сіддгартхи Мукерджі „Імператор усіх хвороб: Біографія раку“ дає людині опертя й тверду віру — і життя тоді обнімає її, допомагає піднятися й іти» (Ольга Герасим'юк)
- "На українській літературній сцені дуже мало якісного non-fiction. Відповідно, книга, яка отримала так багато значущих нагород у світі, варта всілякої уваги. Вона захоплює з першої сторінки і розповідає читачеві про надзвичайно важливі речі, які стосуються його безпосереднього фізичного життя (Олеся Островська-Люта, керівник програм і проектів Фонду Ріната Ахметова «Розвиток України»)

### Нагороди і відзнаки
На XX Форумі видавців у Львові «Імператор усіх хвороб» увійшов у двадцятку найкращих книжок форуму, а перекладача нагороджено персональною відзнакою та сертифікатом від члена журі Ольги Герасим'юк «за визначний внесок в український переклад спеціальної літератури, що утверджує людяність».

## Переклади іншими мовами
- 2011 — Італійською: «L'imperatore del male. Una biografia del cancro», Neri Pozza Editore, traduzione di Roberto Serrai, ISBN 978-88-545-0331-1
- 2011 — Корейською: «암 : 만병의 황제의 역사», 이한음 , ISBN 978-89-7291-506-5
- 2011 — Турецькою: «Tüm Hastalıkların Şahı», Zeynep Arık Tozar, ISBN 978-6056260483
- 2012 — Литовською: «Visų ligų karalius: vėžio biografija», leidykla «Versus aureus», ISBN 978-9955-34-352-3
- 2012 — Португальською: «O Imperador de Todos os Males. Uma biografia do cancro», Bertrand Editora (ISBN 9789722523943)
- 2012 — Німецькою: «Der König aller Krankheiten: Krebs — eine Biografie». DuMont, Köln, aus dem Englischen von Barbara Schaden, ISBN 978-3-8321-9644-8
- 2012 — Іспанською: «El emperador de todos los males: Una biografia del Cancer», editorial Taurus, ISBN 6071112362
- 2013 — Французькою: «L'Empereur de toutes les maladies. Une biographie du cancer», Éditions Flammarion, ISBN 978-2-0812-8544-6
- 2013 — Нідерландською: «De keizer aller ziektes, een biografie van kanker», de Bezige Bij, ISBN 978-9023472896
- 2013 — Арабською: «امبراطور الامراض ،السرطان..سيرة ذاتية/ 2 مجلد», ISBN 0‎NA045, المجلة العربية‎
- 2013 — Польською: «Cesarz wszech chorób. Biografia raka», Wydawnictwo Czarne, ISBN 978-83-7536-544-3
- 2013 — Івритом: « הוצאת עם עובד ,«הקיסר של כל המחלות: ביוגרפיה של סרטן ISBN 978-965-13-22340-9
- 2013 — Російською: «Царь всех болезней. Биография рака», АСТ, ISBN 978-5-17-077569-9
- 2013 — Болгарською: «Императорът на всички болести: Биография на рака», Изток — Запад, ISBN 978-619-152-315-3
- 2013 — Грецькою: «Η μεγάλη ασθένεια: Βιογραφία του καρκίνου», Μεταίχμιο, ISBN 9789605016388
- 2013 — Угорською: «Betegségek betegsége: mindent a rákról», Libri (ISBN 978-963-310-087-5)
- 2014 — Тайською: «จักรพรรดิแห่งโรคร้าย ชีวประวัติโรคมะเร็ง, สุนันทา วรรณสินธ์ เบล แปล», สำนักพิมพ์มติชน, ISBN 978-974-02-1085-6
- 2014 — Шведською: «Lidandets konung: Historien om cancer», Albert Bonniers Förlag, ISBN 978-910-013-269-9
- 2015 — Перською: «سرطان امپراطور بیماری‌ها», The House of Biology, ISBN 978-600-6926-36-0
- 2015 — Ісландською: «Meistari allra meina: Ævisaga krabbameins», Forlagið, ISBN 978-9979-53-617-8
- 2015 — Чеською: «Vládkyně všech nemocí», Masarykova univerzita, ISBN 978-80-210-7761-4
- 2017 — Перською: «پادشاه همۀ امراض», Salekan, ISBN 978-964-5537-02-7

## Екранізація
У березні 2015 року у США на основі книжки «Імператор усіх хвороб» знято трисерійний документальний фільм «Cancer» («Рак») загальною тривалістю 660 хвилин. Режисер — Барак Ґудман (англ. Barak Goodman), продюсер — Кен Бернз.